# Antimykotikum
Ett antimykotikum (plural antimykotika) är ett svampdödande medel. Dessa finns i flera olika varianter och används bland annat för behandling av svampinfektioner. Exempel på antimykotika är:
- Natamycin
- Nystatin

## Nya medel
Inom kort förväntas ett flertal nya antimykotika att utvecklas som en följd av upptäckten att ett flertal stammar av bladskärarmyror kan kontrollera tillväxten av olika svampar med hjälp av kemiska substanser.